# Przecze (Czerwonka-Folwark)
Przecze – kolonia wsi Czerwonka-Folwark, w Polsce, w województwie mazowieckim, w powiecie węgrowskim, w gminie Wierzbno.
W latach 1975–1998 miejscowość należała administracyjnie do województwa siedleckiego.